# Schloss Varchentin

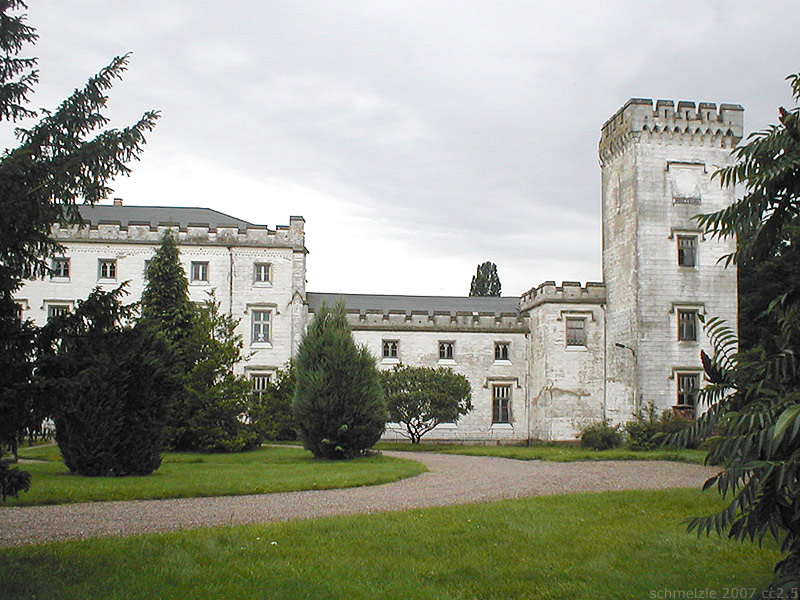
Schloss Varchentin

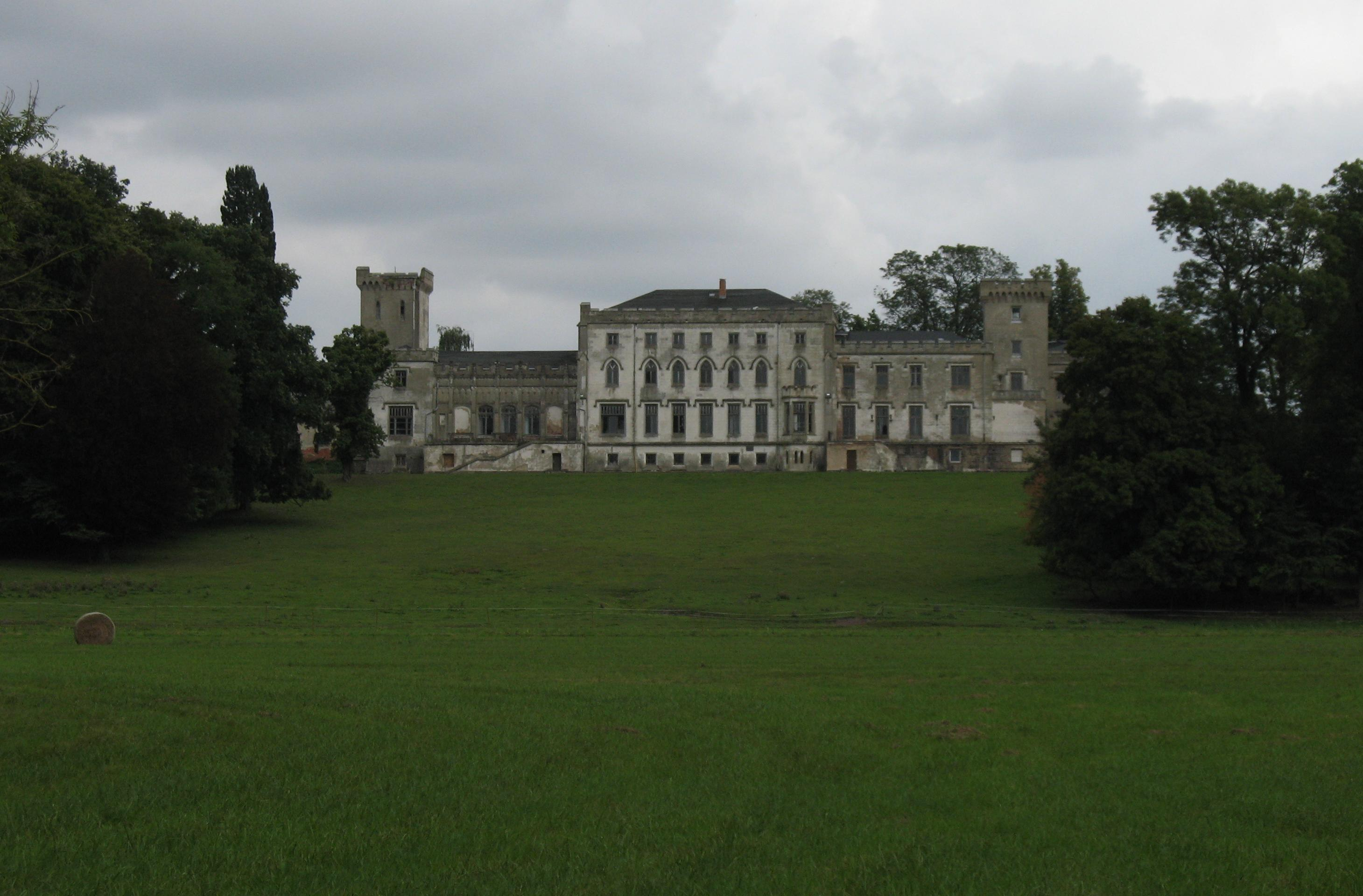
Landschaftspark unterhalb des Schlosses

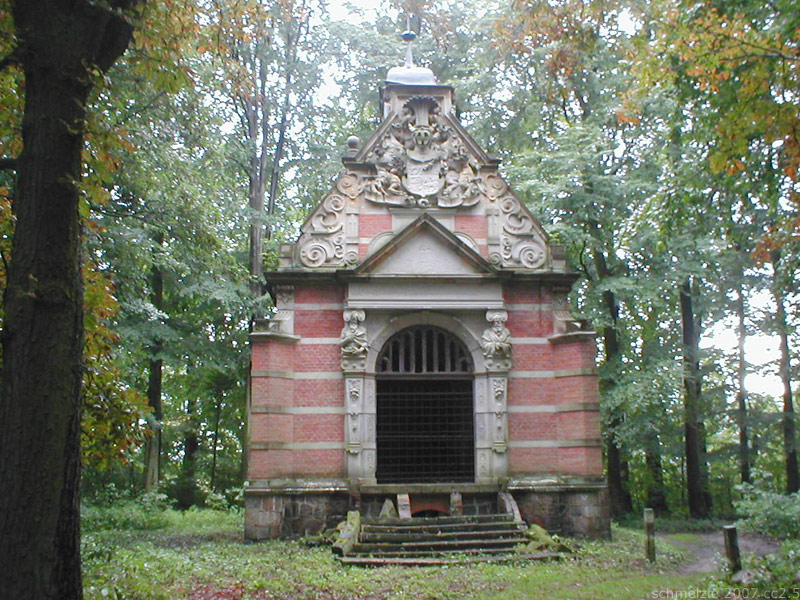
Mausoleum

Das sogenannte Schloss Varchentin ist ein denkmalgeschütztes ehemaliges Herrenhaus in Varchentin, einem Ortsteil der Gemeinde Groß Plasten im Landkreis Mecklenburgische Seenplatte (Mecklenburg-Vorpommern).

## Geschichte und Architektur
Der breitgelagerte verputzte Bau steht über einem unregelmäßigen Grundriss. Er wurde 1847 von dem aus der Schweiz stammenden Hamburger Architekten Auguste de Meuron in Anlehnung an die Formen englischer und venezianischer Gotik (Tudorstil) errichtet. Bauherr war der Hamburger Kaufmann Gottlieb Jenisch. Die Silhouette zeigt Gebäudeteile in unterschiedliche Höhe. Seitlich wird das Gebäude von einer Zinnenbekrönung und Türmen geprägt. Der Besitz ging 1875 durch Heirat an die Grafen Grote, der letzte Besitzer aus dieser Familie war Friedrich Franz Graf Grote. Die Gebäude wurden nach 1945 geplündert. In der folgenden Zeit wurde die Anlage für die Unterbringung von Flüchtlingen und dann als Schule für Forsttechnik genutzt.
Anfang 2006 wurde das Schloss von einem Investor gekauft, der es sanieren und zu einer Hotelanlage umbauen wollte. 2008 wurde dieses Projekt aufgegeben. Im Jahr 2015 entschloss sich der bisherige Eigentümer, Schloss und umgebende Anlage zu verkaufen. Im Juli 2016 erwarb der Verein Varchentiner Schloss e.V. das Schloss mit Nebengebäuden und Lennè-Park, um das Denkmal zu erhalten und einer öffentlichen, sozialen und kulturellen Nutzung zuzuführen. Der Kauf wurde jedoch rückgängig gemacht, die Zukunft des Schlosses ist damit seit September 2018 wieder ungewiss. Das Schloss und der Gutshof wurde Ende 2018 erneut veräußert. 

## Landschaftspark
Dem Schloss ist ein denkmalgeschützter Landschaftspark vorgelagert. Er wurde 1838 im Auftrag von Gottlieb Jenisch nach Plänen von Peter Joseph Lenné angelegt. Die ausgedehnte Anlage bietet eindrucksvolle Sichtachsen und einen direkten Durchblick zum See unterhalb des Herrenhauses.

## Mausoleum
Das ebenfalls denkmalgeschützte Mausoleum wurde 1895 mit einer aufwendig in Haustein gestalteten Neurenaissancefassade errichtet. Der Backsteinbau wurde für Adolf Graf von Grote gebaut. Er steht südlich des Herrenhauses und ist in den Park eingebunden. Nach dem Zweiten Weltkrieg wurde das Mausoleum zur Altmetallgewinnung geplündert.